# László Borsody
Pour les articles homonymes, voir Borsody et Blum.
László Borsody, né László Blum le 6 septembre 1878 à Farmos (Hongrie) et mort le 25 janvier 1939 à Budapest, est un militaire et maître d'arme hongrois, connu comme l'un des inventeurs du style moderne hongrois de combat au sabre.
Malgré sa conversion au catholicisme et l'abandon du judaïsme, lors de la Seconde Guerre mondiale, il se suicida pour éviter le port de l'étoile jaune.